# Commonwealth Bank Tournament of Champions 2009
Die Commonwealth Bank Tournament of Champions 2009 fanden vom 4. bis 8. November 2009 in Bali statt. Es war die 1. Auflage dieses Damentennis-Turniers und Teil der WTA Tour 2009.
2009 fand das Turnier erstmals am Saisonende und als Einladungsturnier statt. Ein Doppelwettbewerb wurde nicht gespielt.
Das Turnier gewann Aravane Rezaï gegen Marion Bartoli mit 7:5, Aufgabe Bartoli.

## Einzel
Die zehn laut Einzel-Weltrangliste besten Turnier-Siegerinnen der Saison 2009, die nicht bei den Sony Ericsson Championships in der Woche zuvor teilgenommen haben und wenigstens ein Turnier der Kategorie-International gewinnen konnten, hatten sich für das Turnier qualifiziert. Für die zwei verbliebenen Startplätze verteilte der Veranstalter zwei Wildcards. Zudem war eine Ersatzspielerin dabei.
Zunächst wurde in vier Dreiergruppen nach dem Round-Robin-Prinzip gespielt. Die jeweiligen Gruppensieger qualifizierten sich für das Halbfinale und spielten von dort an im K.-o.-System.

### Setzliste
| Nr. | Spielerin                   | Erreichte Runde        |
| --- | --------------------------- | ---------------------- |
| 01. | Marion Bartoli              | Finale                 |
| 02. | Samantha Stosur             | Round Robin            |
| 03. | Yanina Wickmayer            | Round Robin, Rückzug 1 |
| 04. | Sabine Lisicki              | Round Robin            |
| 05. | Anabel Medina Garrigues     | Round Robin            |
| 06. | María José Martínez Sánchez | Halbfinale             |

| Nr. | Spielerin            | Erreichte Runde |
| --- | -------------------- | --------------- |
| 07. | Shahar Peer          | Round Robin     |
| 08. | Melinda Czink        | Round Robin     |
| 09. | Ágnes Szávay         | Round Robin     |
| 10. | Aravane Rezaï        | Sieg            |
| 11. | Magdaléna Rybáriková | Round Robin     |
| 12. | Kimiko Date-Krumm    | Halbfinale      |

### Wildcard
Folgende Spielerinnen erhielten ihre Spielberechtigung durch eine Wildcard von den Veranstaltern:
- Sabine Lisicki
- Kimiko Date-Krumm

### Ersatzspielerin
Folgende Spielerin stand als Ersatzspielerin bereit:
- Wera Duschewina

### Gruppe A

#### Ergebnisse
| Spielerin      | Spielerin            | Ergebnis  |
| -------------- | -------------------- | --------- |
| Marion Bartoli | Magdaléna Rybáriková | 6:4, 6:4  |
| Shahar Peer    | Magdaléna Rybáriková | 6:1, 7:64 |
| Marion Bartoli | Shahar Peer          | 6:3, 6:2  |

#### Tabelle
| Pos. | Setzliste | Spielerin            | Sätze | Matches |
| ---- | --------- | -------------------- | ----- | ------- |
| 1    | 1         | Marion Bartoli       | 4:0   | 2:0     |
| 2    | 7         | Shahar Peer          | 2:2   | 1:1     |
| 3    | 11        | Magdaléna Rybáriková | 0:4   | 0:2     |

### Gruppe B

#### Ergebnisse
| Spielerin                   | Spielerin                   | Ergebnis      |
| --------------------------- | --------------------------- | ------------- |
| Samantha Stosur             | Ágnes Szávay                | 6:2, 3:6, 6:1 |
| María José Martínez Sánchez | Ágnes Szávay                | 4:6, 6:4, 6:0 |
| Samantha Stosur             | María José Martínez Sánchez | 64:7, 5:7     |

#### Tabelle
| Pos. | Setzliste | Spielerin                   | Sätze | Matches |
| ---- | --------- | --------------------------- | ----- | ------- |
| 1    | 6         | María José Martínez Sánchez | 4:1   | 2:0     |
| 2    | 2         | Samantha Stosur             | 2:3   | 1:1     |
| 3    | 9         | Ágnes Szávay                | 2:4   | 0:2     |

### Gruppe C

#### Ergebnisse
| Spielerin               | Spielerin               | Ergebnis      |
| ----------------------- | ----------------------- | ------------- |
| Yanina Wickmayer        | Kimiko Date-Krumm       | 7:65, 6:3     |
| Anabel Medina Garrigues | Kimiko Date-Krumm       | 4:6, 3:6      |
| Wera Duschewina         | Anabel Medina Garrigues | 2:6, 6:1, 7:5 |

#### Tabelle
| Pos. | Setzliste | Spielerin               | Sätze | Matches |
| ---- | --------- | ----------------------- | ----- | ------- |
| 1    | 12/WC     | Kimiko Date-Krumm       | 2:2   | 1:1     |
| 2    | ALT       | Wera Duschewina         | 2:1   | 1:0     |
| 3    | 5         | Anabel Medina Garrigues | 1:4   | 0:2     |
| 4    | 3         | Yanina Wickmayer 1      | 2:0   | 1:0     |

### Gruppe D

#### Ergebnisse
| Spielerin      | Spielerin     | Ergebnis       |
| -------------- | ------------- | -------------- |
| Sabine Lisicki | Aravane Rezaï | 6:1, 3:6, 4:6  |
| Melinda Czink  | Aravane Rezaï | 3:6, 5:7       |
| Sabine Lisicki | Melinda Czink | 6:2, 61:7, 6:4 |

#### Tabelle
| Pos. | Setzliste | Spielerin      | Sätze | Matches |
| ---- | --------- | -------------- | ----- | ------- |
| 1    | 10        | Aravane Rezaï  | 4:1   | 2:0     |
| 2    | 4/WC      | Sabine Lisicki | 3:3   | 1:1     |
| 3    | 8         | Melinda Czink  | 1:4   | 0:2     |

### Halbfinale, Finale
|  | Halbfinale | Halbfinale                  | Halbfinale    | Halbfinale | Halbfinale    |   |                | Finale | Finale | Finale | Finale | Finale |
|  |            |                             |               |            |               |   |                |        |        |        |        |        |
|  | 1          | Marion Bartoli              | 6             | 6          |               |   |                |        |        |        |        |        |
|  | 12/WC      | Kimiko Date-Krumm           | 1             | 3          |               |   |                |        |        |        |        |        |
|  | 12/WC      | Kimiko Date-Krumm           | 1             | 3          |               | 1 | Marion Bartoli | 5      | r      |        |        |        |
|  |            |                             |               |            |               | 1 | Marion Bartoli | 5      | r      |        |        |        |
|  |            | 10                          | Aravane Rezaï | 7          |               |   |                |        |        |        |        |        |
|  | 10         | 10                          | Aravane Rezaï | 7          | Aravane Rezaï | 6 | 6              |        |        |        |        |        |
|  | 10         |                             |               |            |               |   |                |        |        |        |        |        |
|  | 6          | María José Martínez Sánchez | 2             | 3          |               |   |                |        |        |        |        |        |

r = Aufgabe

## Bemerkenswertes
- 1. Yanina Wickmayer wurde vom Belgischen Anti-Doping-Tribunal zu einer einjährigen Sperre verurteilt und hat das Turnier verlassen.